# Enrico Misasi
Enrico van Blarcum de Graaff Misasi (São Paulo, 6 de agosto de 1994),  é um advogado  e político brasileiro, filiado ao Movimento Democrático Brasileiro (MDB). Nas eleições de 2018, foi eleito deputado federal por São Paulo, com 108.038 votos, sem antes ter ocupado qualquer cargo político ou familiares na política. É o atual Secretário da Casa Civil de São Paulo.
Formado em Direito pela Universidade de São Paulo (USP), é mestre em Direito pela Universidade Federal do Rio Grande do Sul (UFRGS) e em Direito Constitucional pela USP. Nos dois mestrados, abordou aspectos relacionados ao funcionamento de instituições políticas. É doutorando em Direito pela Faculdade de Direito da Universidade de São Paulo (USP). 
Em 2018, aos 24 anos, foi eleito deputado federal por São Paulo, pelo Partido Verde (PV), obtendo 108.038 votos. Durante seu mandato (2019-2023), destacou-se como coordenador da Frente Parlamentar Mista em Defesa do Saneamento, contribuindo para a aprovação, em 2020, do Novo Marco Legal do Saneamento, voltado à universalização dos serviços de água potável e tratamento de esgoto até 2033.  
Foi considerado um dos "cabeças do Congresso Nacional" pelo Departamento Intersindical de Assessoria Parlamentar e como um dos melhores deputados pelo Instituto Monte Castelo.  
Após atuação parlamentar, Enrico Misasi assumiu, em 2023, a Secretaria Executiva de Relações Institucionais (SERI) da Prefeitura de São Paulo, vinculada à Casa Civil. Na gestão, foi responsável por coordenar estratégias nas áreas interfederativa e metropolitana, fortalecendo a integração da Prefeitura com entidades públicas, associações e confederações municipais. Sua gestão teve como foco a construção de diálogos institucionais e a articulação de políticas públicas que atendessem às demandas regionais e metropolitanas.  
Em fevereiro de 2024, Misasi assumiu a presidência do diretório municipal do MDB de São Paulo, enfatizando a importância de reeleger o prefeito Ricardo Nunes e ampliar a bancada de vereadores do partido na Câmara Municipal. Para dar conta dessa atribuição, licencia-se da SERI para se dedicar ativamente na campanha vitoriosa do prefeito Ricardo Nunes à reeleição.   
Atualmente, Enrico Misasi ocupa o cargo de Secretário da Casa Civil de São Paulo, nomeado pelo prefeito Ricardo Nunes, em janeiro de 2025. Em sua trajetória política, tem se destacado pela defesa de políticas públicas e pela articulação política dentro do MDB, habilidades que o colocaram no comando da Casa Civil.  

## Atuação parlamentar
No Congresso Nacional, Enrico Misasi foi coordenador da Frente Parlamentar Mista em Defesa do Saneamento, a qual teve papel fundamental na aprovação do Novo Marco Legal do Saneamento, em 15/07/20, que trouxe segurança e previsibilidade para o setor. O marco estabeleceu regras claras para a universalização dos serviços de saneamento básico: até 2033, as 99% dos municípios brasileiros devem ter cobertura para o fornecimento de água potável e 90% devem coletar e tratar o esgoto.
O parlamentar sugeriu ao governo brasileiro (MCTI) e à delegação brasileira que foi à Conferência das Nações Unidas sobre Mudanças Climáticas (COP26), em outubro de 2021, na Escócia, que levasse o case do Brasil referente ao Novo Marco Legal do Saneamento Básico.
Além da atuação na Frente Parlamentar Mista em Defesa do Saneamento, Enrico Misasi foi membro titular da Comissão de Constituição, Justiça e de Cidadania; da Comissão Especial da Reforma Tributária; da Comissão Mista da Reforma Tributária. Também foi coordenador da Comissão Especial em Comemoração aos 200 Anos da Independência do Brasil.

### Mais recursos para o saneamento
O deputado Enrico Misasi também é autor do Projeto de Lei Complementar 210/20 que propõe incluir o saneamento básico nas ações e serviços públicos de saúde, para fins de apuração da aplicação mínima dos recursos exigida pela legislação. Isso permite que parlamentares destinem 50% de suas emendas parlamentares individuais para o saneamento básico. A OMS já afirmou, em estudo mundialmente reconhecido, que, para cada dólar investido e saneamento, até cinco dólares são devolvidos em despesas médicas, melhor saúde, maior produtividade, educação e empregos.. E isso pode salvar 7 milhões de vidas até 2030, segundo a mesma instituição.

### Semipresidencialismo
Enrico Misasi integrou o Grupo de Trabalho para discutir o sistema de governo semipresidencialista. As discussões foram conduzidas por dez deputados e os trabalhos acompanhados por um conselho consultivo formado por dez juristas, entre eles o ex-presidente da República, Michel Temer, e os ministros aposentados do STF (Supremo Tribunal Federal) Nelson Jobim e Ellen Gracie. 
Segundo o site de notícias R7, o semipresidencialismo cogitado pelo Congresso prevê que o presidente da República continue sendo eleito diretamente pelo voto popular, mas exercerá apenas a chefia de Estado. Nesse modelo, seria responsável por funções como representar o Brasil na esfera internacional, controlar a política externa do país, sugerir e propor leis e nomear alguns integrantes do Poder Executivo.
Além disso, ficaria a cargo do presidente um parlamentar que atue como primeiro-ministro, que seria o chefe de governo. Ao primeiro-ministro, caberiam as funções de indicar os ministros de Estado, coordenar o trabalho dos ministérios, implantar políticas de desenvolvimento econômico e social, entre outras.

### Vendas multicanal
Enrico Misasi é autor do Projeto de Lei Complementar 148/2019, que diminui impostos nas vendas multicanal. A proposta retira a cobrança do ICMS nas operações que transferem mercadorias do vendedor principal para os estabelecimentos credenciados de entrega do produto. Isso permite a integração de lojas físicas, online, aplicativos e marketplaces – inclusive permitindo a compra pela internet e a retirada do produto presencialmente. O projeto pode aumentar as vendas por e-commerce em 25%, segundo a Associação Brasileira de Comércio Eletrônico - ABComm, além de ser um incentivo a mais para o empreendedorismo digital. 

### Vínculos Familiares
Enrico Misasi propôs também o PL 1926/2021, que estabelece princípios e diretrizes para a formulação e a implementação de políticas públicas para fortalecimento de vínculos familiares e para a efetivação do direito à convivência familiar e comunitária. O PL prevê, dentre outros princípios na formulação de políticas públicas o respeito à dignidade da pessoa humana e a proteção especial da família pelo Estado.
Além desses destaques, Misasi também é autor de 20 outras propostas, dentre elas projetos de lei e propostas de emendas à Constituição.

Para uma visão mais abrangente de suas atividades legislativas, incluindo outros projetos e participações em comissões, recomenda-se consultar o portal da Câmara dos Deputados, no qual estão disponíveis registros detalhados de sua atuação parlamentar.